# الکساندر کروپا
الکساندر کروپا (Aleksander Krupa) (زاده ۱۸ مارس ۱۹۴۷) که اغلب نامش در فیلم‌ها اولک کروپا (Olek Krupa) ذکر می‌شود، بازیگر لهستانی است.
از فیلم‌های او می‌توان به برق‌آسا، سیزده روزسیزده روز، بازی منصفانه، بل کانتو، بلوز مخفی، لگد به سر و پشت خطوط دشمن اشاره کرد.